# Costacciaro
Costacciaro település Olaszországban, Umbria régióban, Perugia megyében. Lakosainak száma 1058 fő (2023. január 1.). Costacciaro Fabriano, Sassoferrato, Scheggia e Pascelupo, Sigillo és Gubbio községekkel határos.

## Népesség
A település lakossága az elmúlt években az alábbi módon változott:
| Lakosok száma | 1285 | 1172 | 1058 |
|               | 2011 | 2018 | 2023 |

## Híres személyek
- Ignazio Spalla (itt hunyt el 2005-ben)